# Rosignano Marittimo
Rosignano Marittimo is een gemeente in de Italiaanse provincie Livorno (regio Toscane) en telt 31.516 inwoners (31-12-2004). De oppervlakte bedraagt 120,3 km², de bevolkingsdichtheid is 262 inwoners per km².
De volgende frazioni maken deel uit van de gemeente: Castiglioncello, Rosignano Solvay, Vada, Castelnuovo della Misericordia, Gabbro, Nibbiaia.

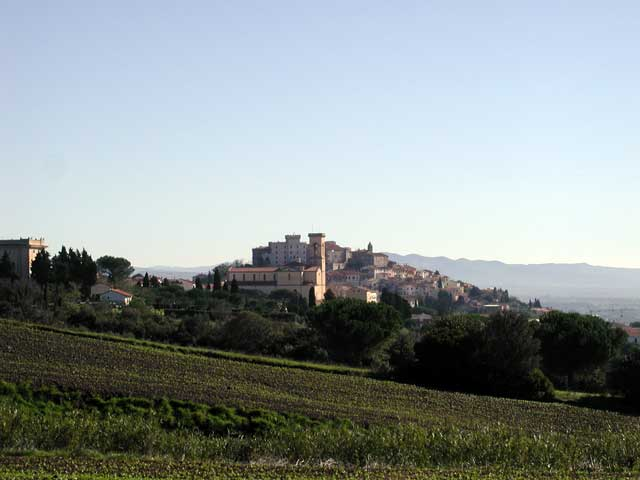
Rosignano Marittimo
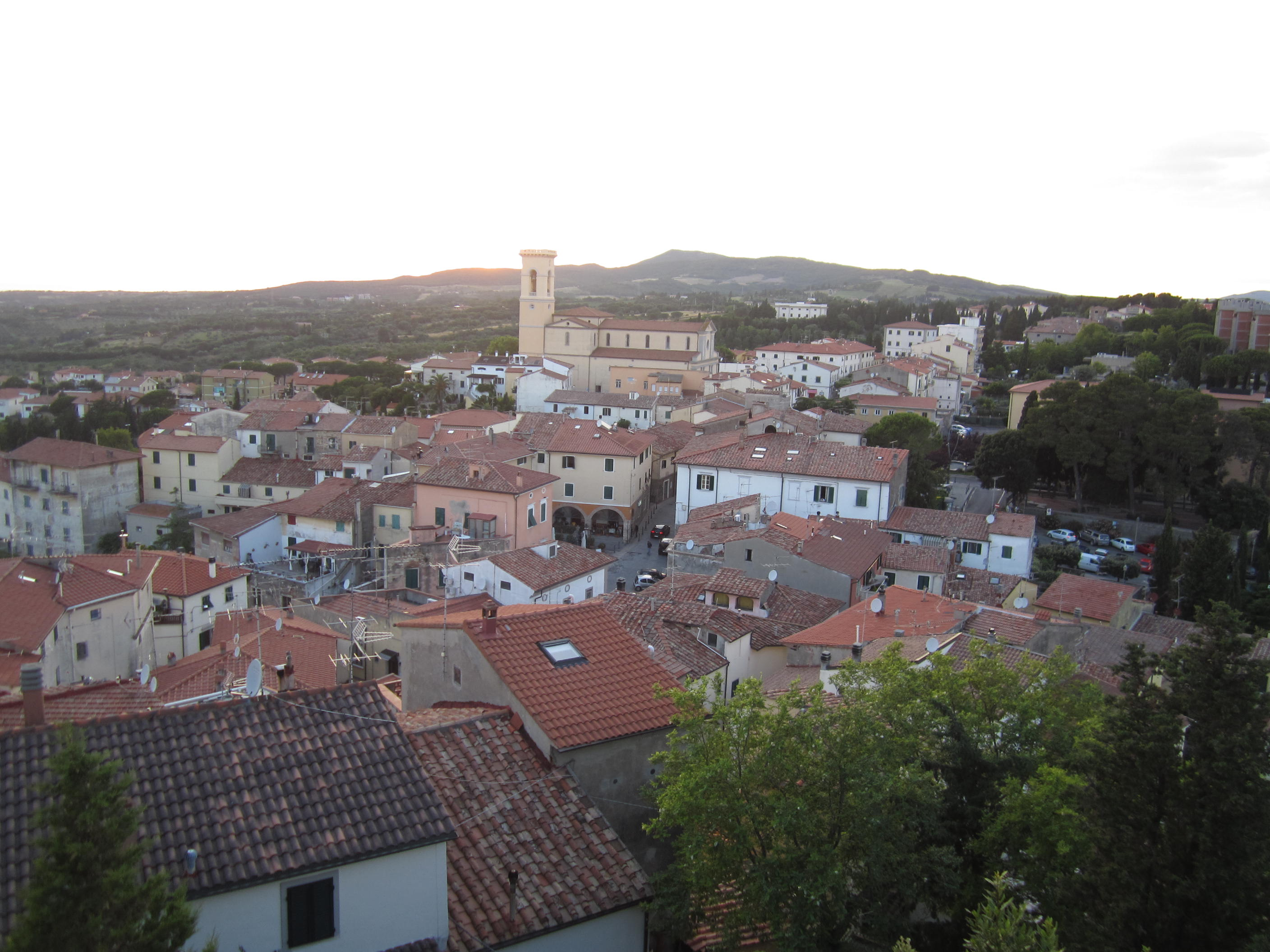
Rosignano Marittimo
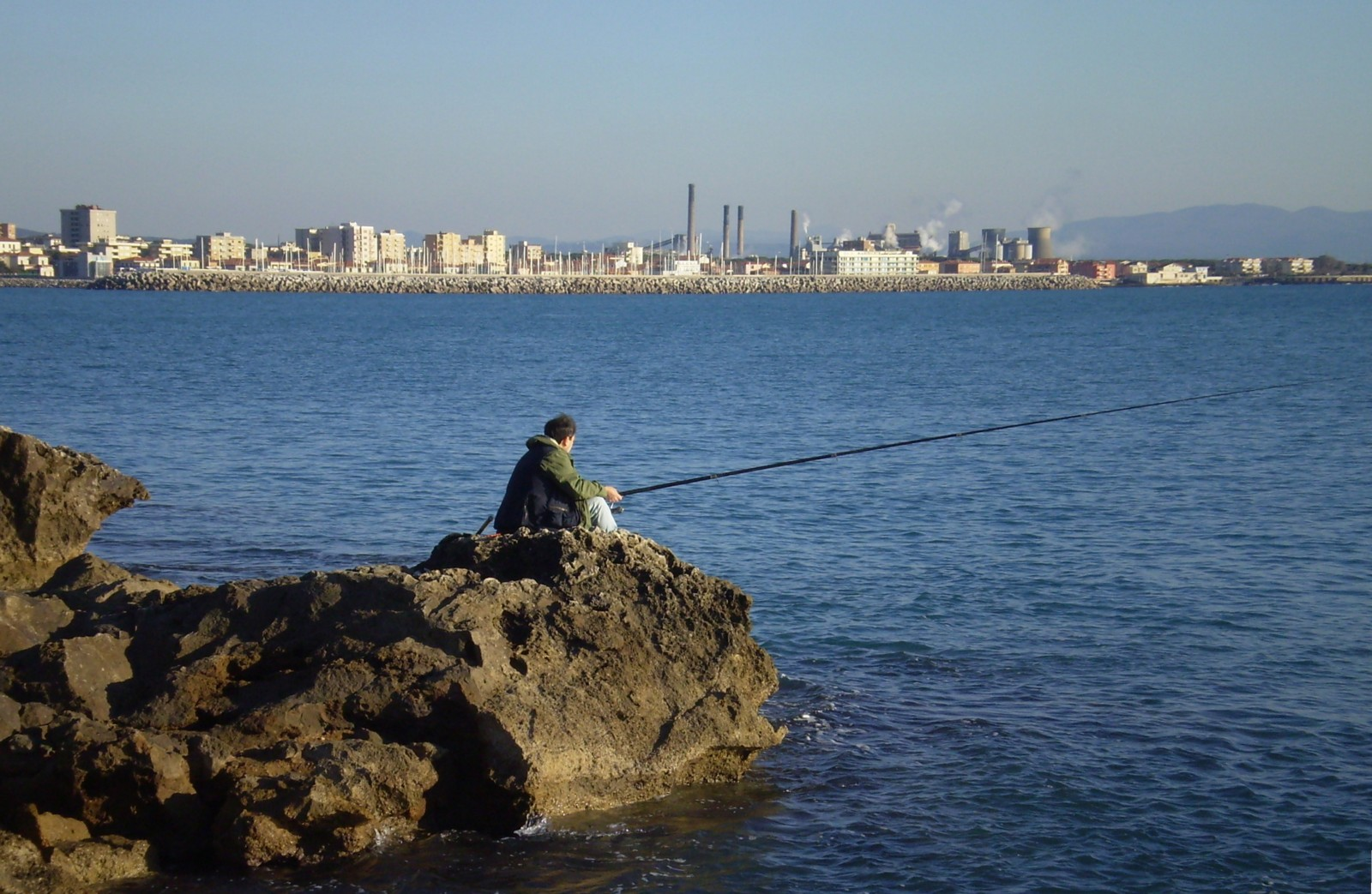
Solvay
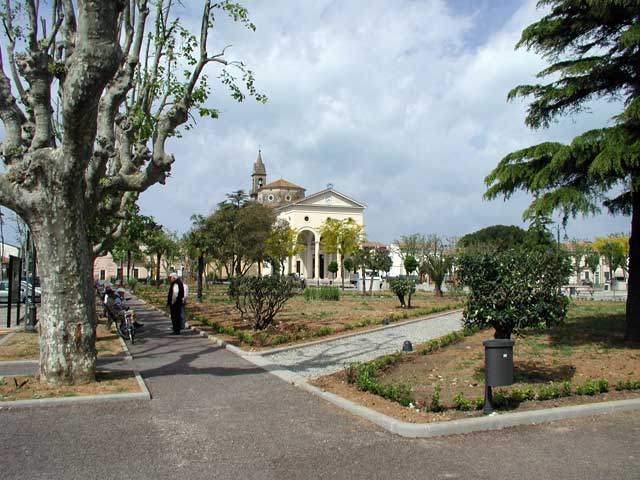
San Leopoldo, Vada
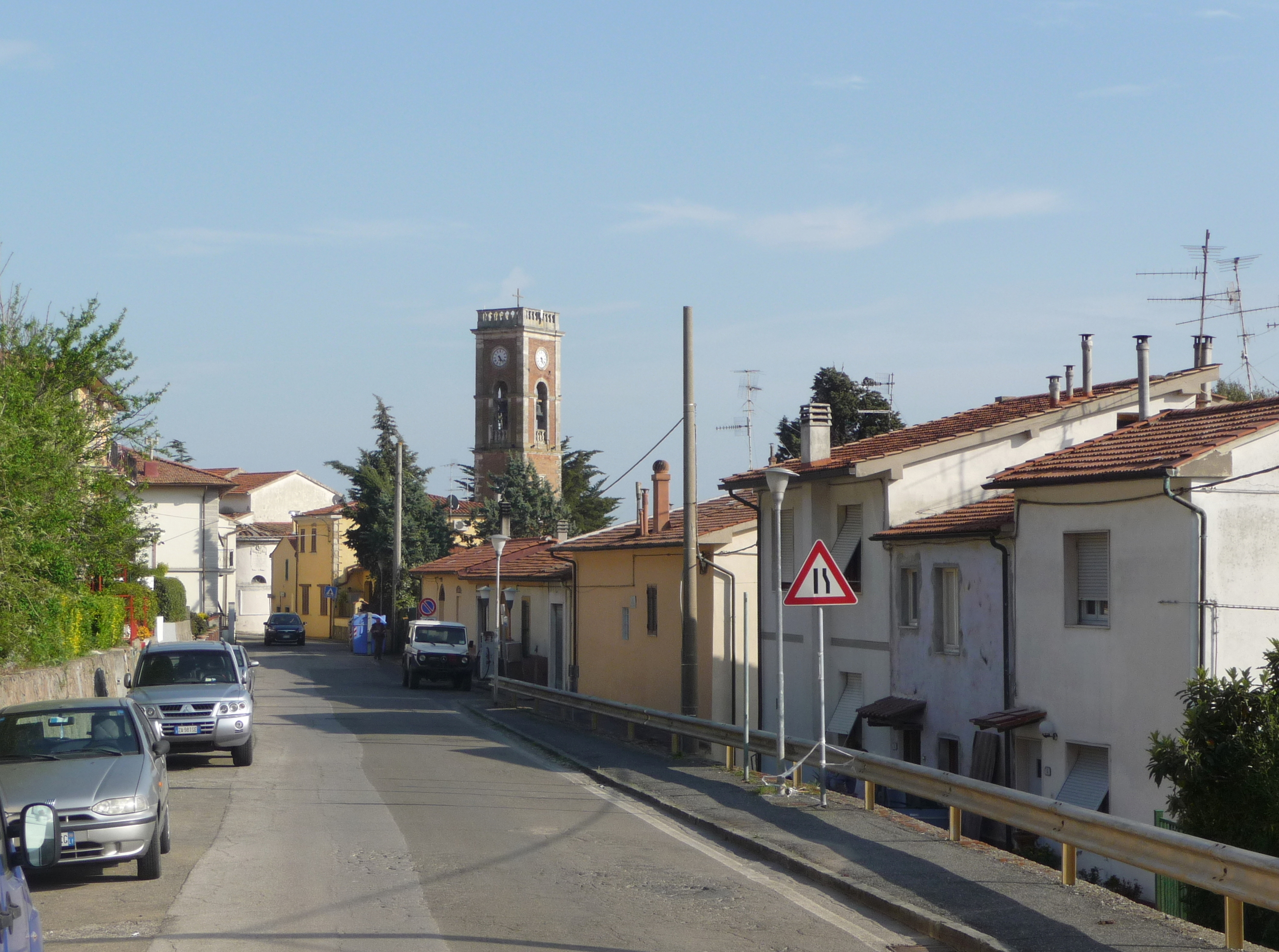
Gabbro
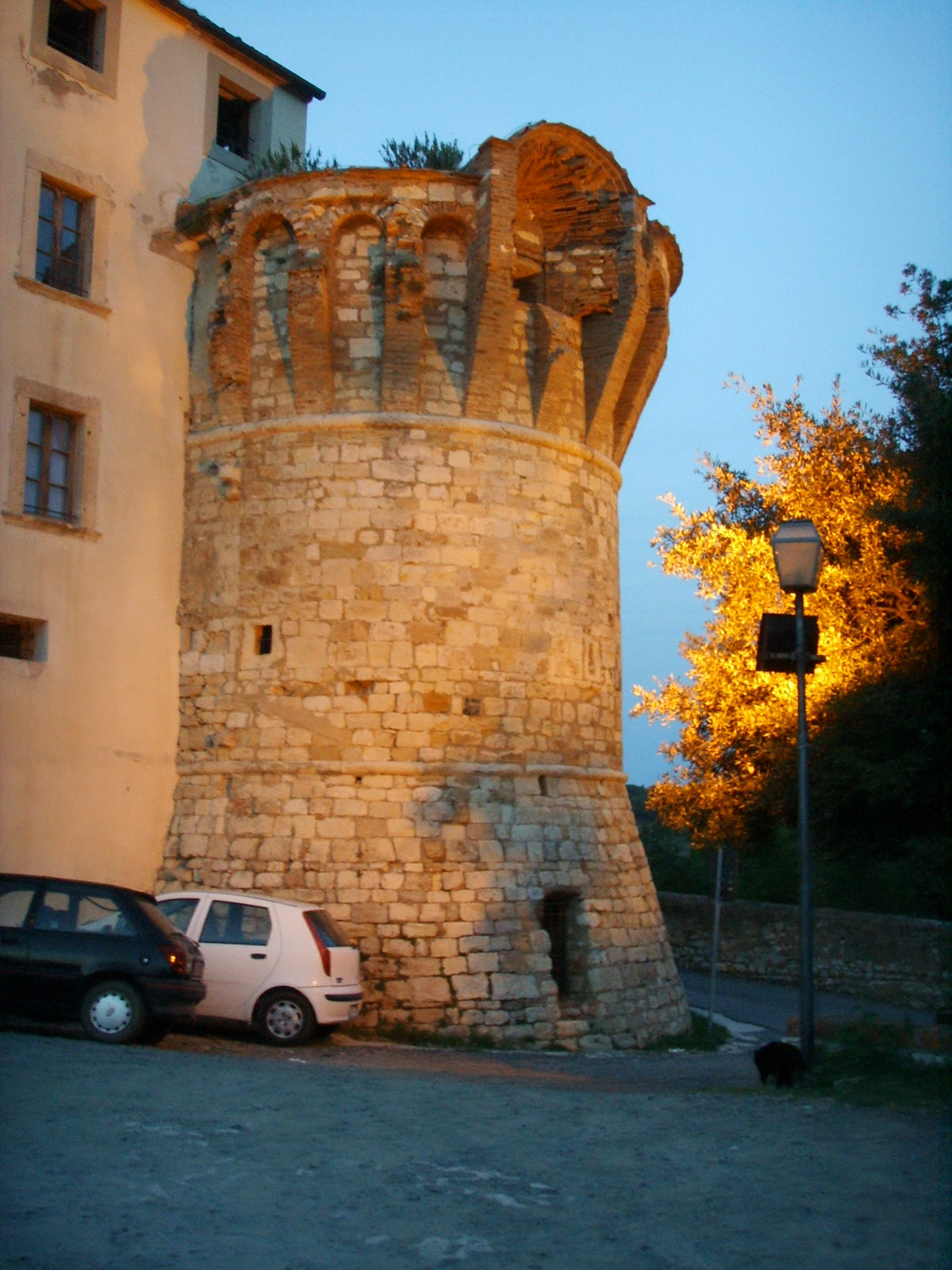
Kasteel van Rosignano
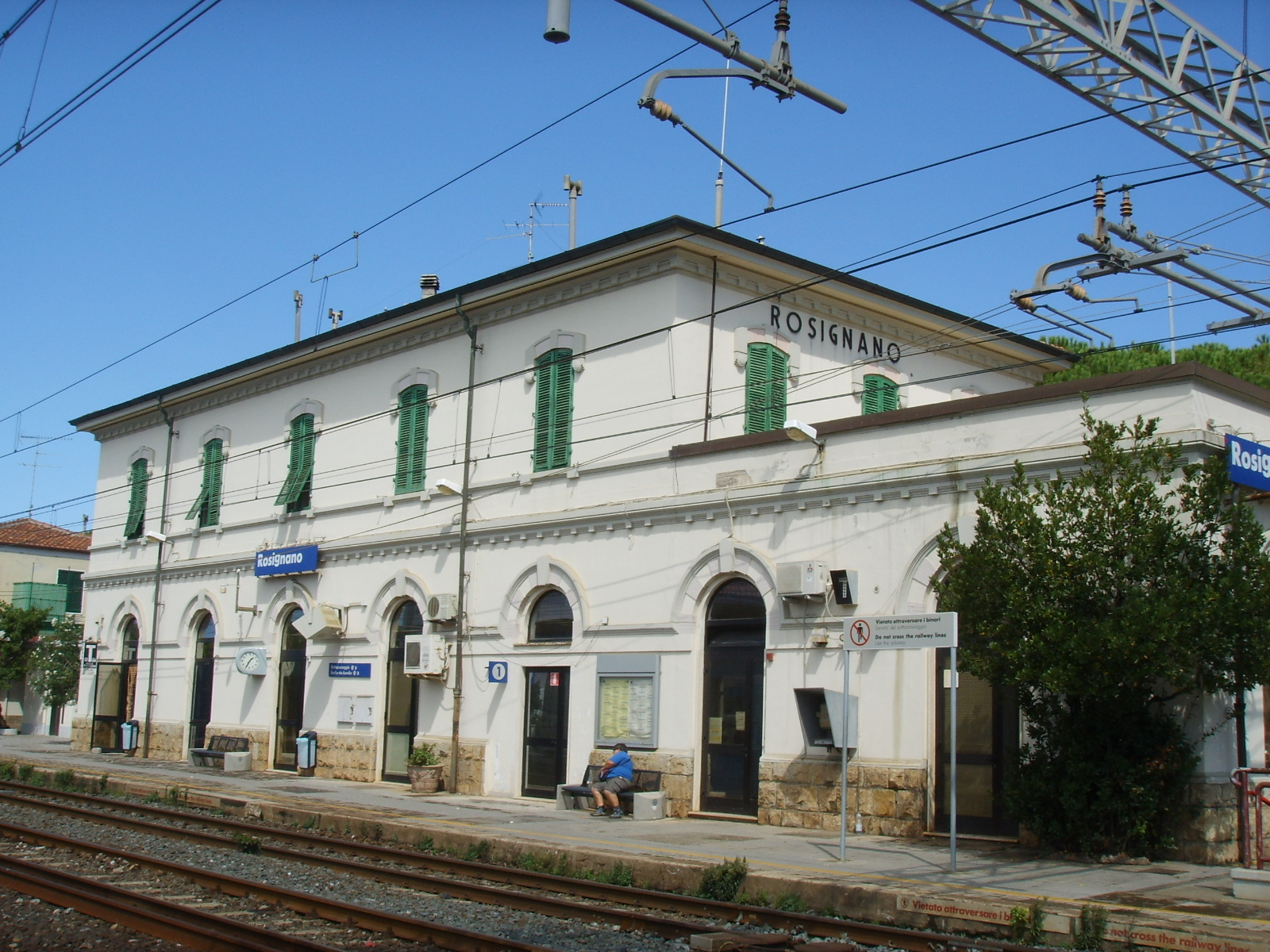
Station van Rosignano Marittimo
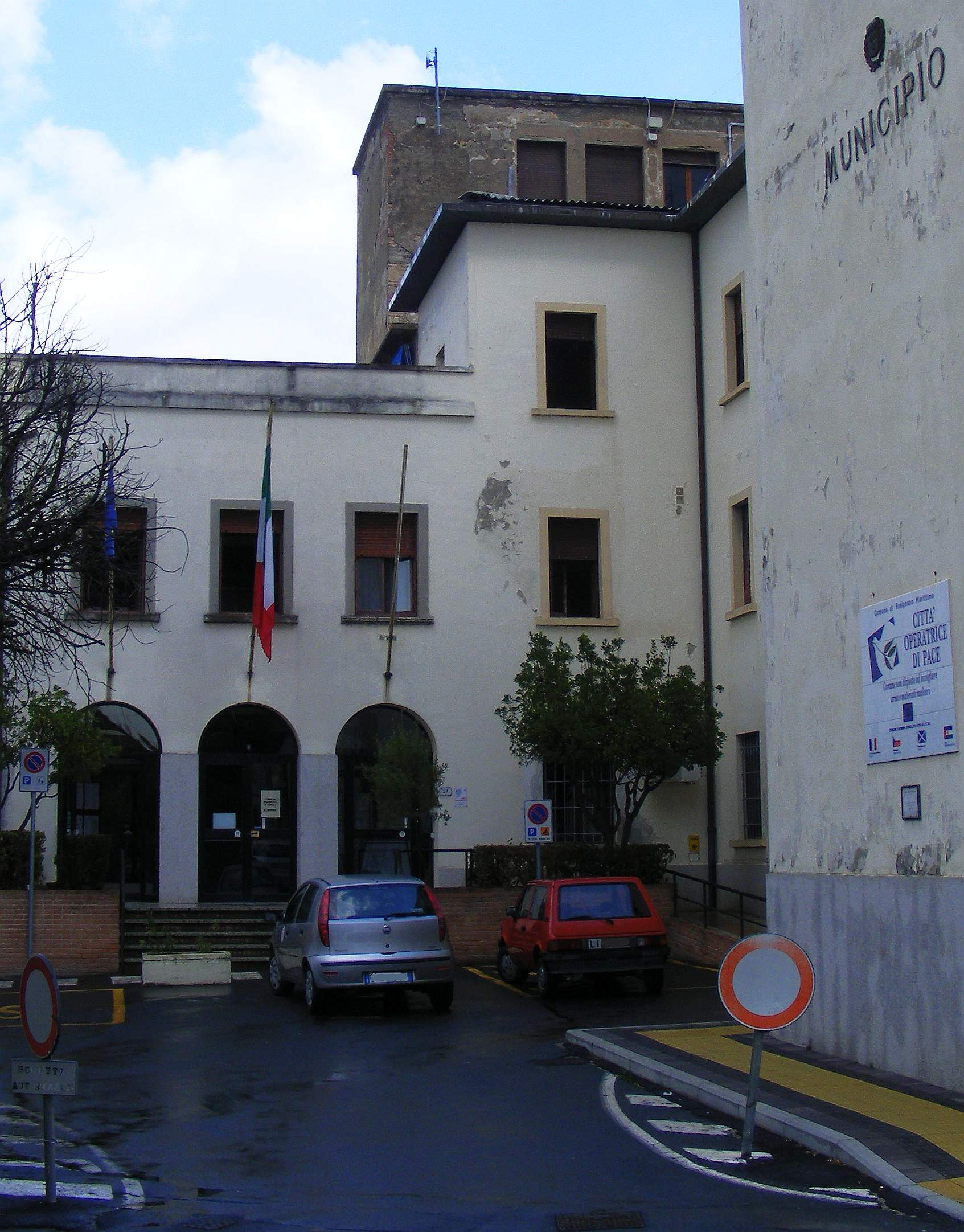
Gemeentehuis

## Demografie
Rosignano Marittimo telt ongeveer 14.456 huishoudens. Het aantal inwoners steeg in de periode 1991-2001 met 1,9% volgens cijfers uit de tienjaarlijkse volkstellingen van ISTAT.
| Jaar | Inwoneraantal |
| ---- | ------------- |
| 1991 | 30.021        |
| 2001 | 30.581        |

## Geografie
De gemeente ligt op ongeveer 147 meter boven zeeniveau.
Rosignano Marittimo grenst aan de volgende gemeenten: Castellina Marittima (PI), Cecina, Collesalvetti, Livorno, Orciano Pisano (PI), Santa Luce (PI).

## Stedenbanden
- Champigny-sur-Marne (Frankrijk), sinds 1963
- Pardubice (Tsjechië)